# ピラネスバーグ国立公園

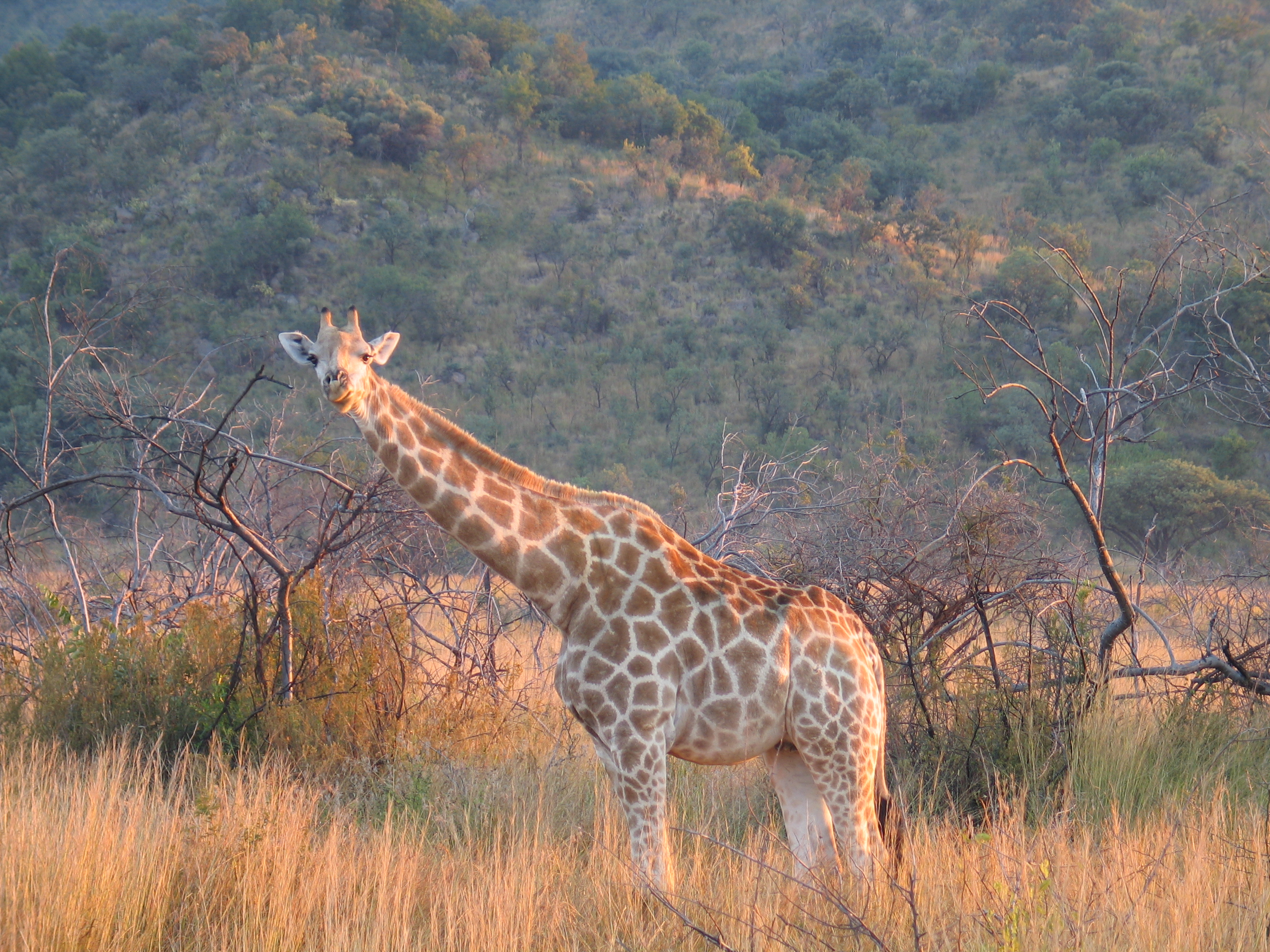
ピラネスバーグ国立公園で見たキリン

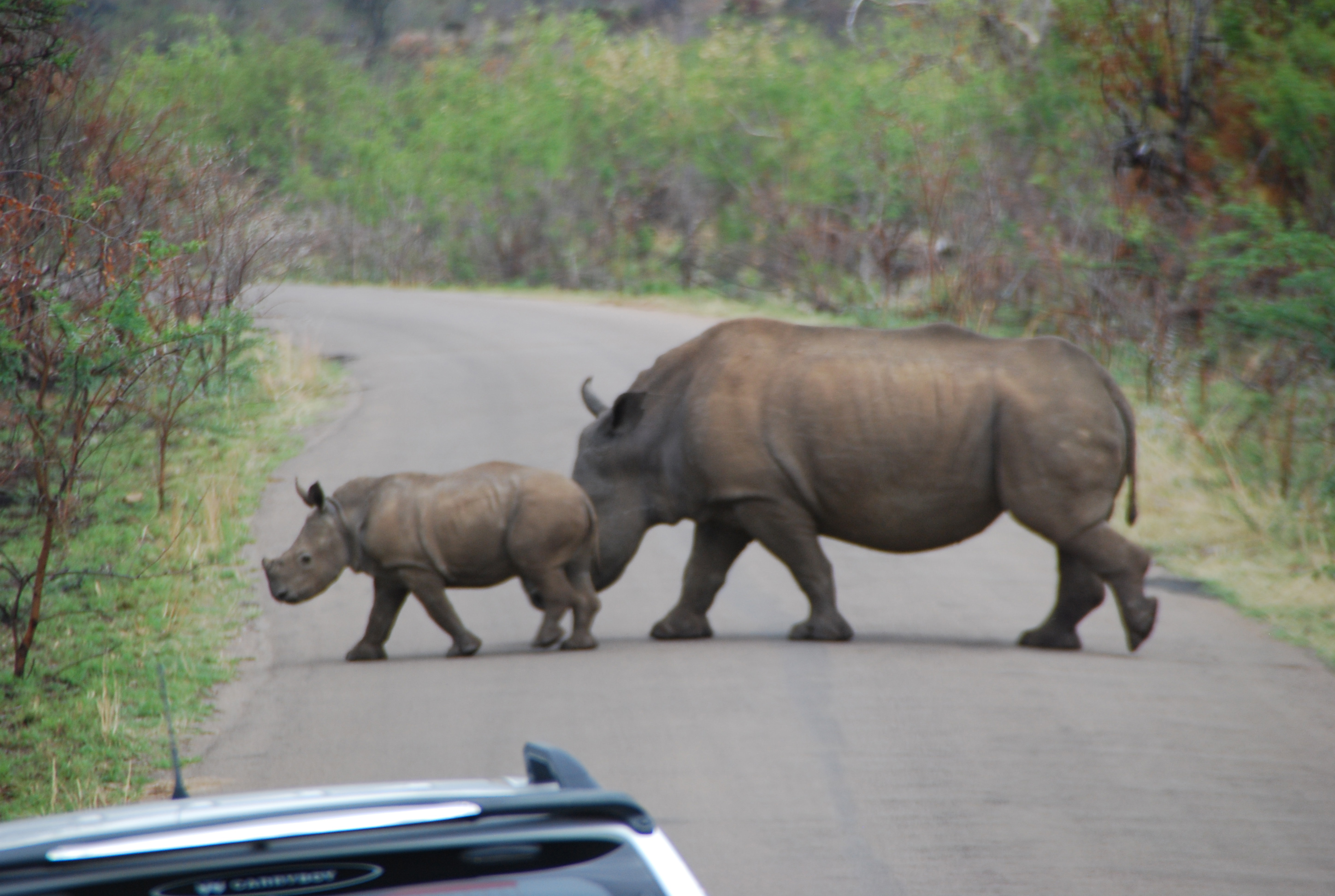
ピラネスバーグ国立公園で観光バスの前を横切るサイの親子

ピラネスバーグ国立公園（ピラネスバーグこくりつこうえん、英語: Pilanesberg National Park) ）は南アフリカ共和国北西州にある国立公園である。
主要都市・ヨハネスバーグや首都・プレトリアに比較的に近いため、近くの観光地・サンシティも含めて多くの観光客がサファリパークを体験に訪れている。ピラネスはツワナ人のある部族長の名前である。 

## 参照項目
- サファリパーク